# Camille Laurent
Camille Laurent (2002) es una deportista francesa que compite en duatlón. Ganó una medalla de bronce en el Campeonato Mundial de Duatlón de 2025.

## Palmarés internacional
| Campeonato Mundial | Campeonato Mundial  | Campeonato Mundial | Campeonato Mundial |
| Año                | Lugar               | Medalla            | Prueba             |
| ------------------ | ------------------- | ------------------ | ------------------ |
| 2025               | Pontevedra (España) | Medalla de bronce  | Individual         |